# Tschibuk
Tschibuk (türkisch: »Rohr«, »Pfeifenrohr«) ist eine Tabakspfeife, die aus einem deckellosen, kleinen, aber breiten Tonkopf (Lule), einem Rohr und einem Mundstück (Imame) bestehet.

## Anwendung
Der Tabak im Pfeifenkopf wird durch eine glimmende Kohle entzündet. Eine kleine Metallschale unter dem Kopf soll das Zerstören von Bodenbelägen durch Funken verhindern. In früherer Zeit trug dem angesehenen Türken ein besonderer Diener, der Tschibuktschi, der auch für die Pflege verantwortlich war, die Pfeife hinterher.

## Herstellung
Gute Jasminrohre sollten aus der Umgebung von Bursa stammen, gute Mundstücke werden gerne aus Bernstein gefertigt. Als gute Köpfe galten lange die von Top-Hane gefertigten.

## Literarische Verarbeitung
Eine detaillierte Beschreibung der kulturellen Bedeutung des Tschibuk lieferte Helmuth von Moltke in Unter dem Halbmond (Kap 29: Stillleben von Bujukdere – Der Tschibuk):
- Helmuth von Moltke, Unter dem Halbmond (Projekt Gutenberg)
- Karl Gutzkow, Die neuen Serapionsbrüder. Roman in drei Bänden; Breslau 1877
- Karl May
  - Winnetou, Bd. 1
  - Im Reich des silbernen Löwen, Bd. 3 (Projekt Gutenberg)
  - Die Herren von Greifenklau
- Heimito von Doderer, Die Strudlhofstiege oder Melzer und die Tiefe der Jahre